# Ocara
Ocara là một đô thị thuộc bang Ceará, Brasil. Đô thị này có diện tích 765,366 km², dân số năm 2007 là 23340 người, mật độ 30,5 người/km².